# 바다 한가운데서
《바다 한가운데서》(Na pełnym morzu, 나페우님 모르주)는 스와보미르 므로제크가 쓴 블랙 코미디로, 1961년에 쓴 것이다. 므로제크의 작품 중 초기작에 해당한다.

## 작품 줄거리
바다 한가운데 뗏목이 떠 있고, 그 위에 세 조난자가 있다. 의자에 앉은 이들은 검은 양복에 넥타이를 단정하게 맨 말쑥한 정장 차림이다. 하나는 뚱뚱하고, 하나는 보통 체격이고, 하나는 홀쭉한 이들 셋은, 식량이 떨어져 굶어죽을 처지가 되자 급기야 셋 중 한 사람을 잡아먹기로 합의한다. 추첨과 선거 등 온갖 방법을 동원해도 희생자가 결정되지 않자, 뚱뚱한 남자와 보통 체격의 남자가 결탁하여 힘이 가장 약한 홀쭉한 남자를 잡아먹기로 한다. 그들은 홀쭉한 남자가 자신의 희생을 당연하게 받아들이도록 만들기 위해 온갖 거짓말과 감언이설을 늘어놓는다. 홀쭉한 남자는 삶에 대한 미련을 버리지 못하고 끝까지 저항하지만, 뚱뚱한 남자와 보통 체격 남자의 교묘한 꾐에 빠져 점차 자신의 희생을 당연한 것으로 여기게 되고, 결국 그런 자신의 결정이 위대하고 거룩한 행위라고 믿게 된다.

## 해설
뚱뚱한 남자는 힘과 무력을 바탕으로 민중 위에 군림하는 독재자를 상징하며, 보통 체격의 남자는 권력의 메커니즘에 기생하면서 생계를 유지하고, 체제의 억압과 지배에 순종하고 적응함으로써 자신에게 돌아오는 최소한의 몫에 만족하는 소시민을, 홀쭉한 남자는 실천보다는 말을 앞세우고, 이론에만 능하며, 현실 감각이 결여된 무기력한 지식인을 대변한다. 
인간이 인간을 잡아먹을 수밖에 없는 야만적이고 살벌한 상황에서도 인물들은 자신들의 행동에 대한 정당성을 찾으려 안간힘을 쓴다. 또한 생존의 문제가 걸린 극한 상황에서도 모두들 ‘문화적이어야 한다’는 강박 관념에 사로잡혀 있으며, 관습과 제도의 굴레에 갇혀 형식과 겉치레에 집착한다.

## 공연
《바다 한가운데서》는 폴란드에서 이미 수십 차례 무대에 올려졌으며, 해마다 여름철에 개최되는 ‘아우구스트 여름 연극제’에서는 “마야크 예술극단(Agencja Artystyczna Majak)”이 1998년부터 올해까지 호숫가에 뗏목을 띄워 놓고 공연을 해오고 있다. 《바다 한가운데서》는 독일, 프랑스, 아르헨티나, 우크라이나 등 여러 나라에서도 현지 극단이 공연하여 호평을 받은 바 있다.